# Российская венчурная компания
АО «РВК» (РВК) — государственный фонд фондов и институт развития венчурного рынка Российской Федерации, один из инструментов государства в деле построения национальной инновационной системы. Штаб-квартира — в Москве.
РВК создана в соответствии с распоряжением Правительства Российской Федерации от 7 июня 2006 года № 838-р. В 2015 году РВК поручено формирование проектного офиса Национальной технологической инициативы (НТИ) — долгосрочной комплексной программе по созданию условий для обеспечения лидерства российских компаний на новых высокотехнологичных рынках, которые будут определять структуру мировой экономики в ближайшие 15-20 лет.

## Собственники и руководство
Уставный капитал АО «РВК» составляет 30,01 млрд р. 100 % капитала РВК принадлежит Российской Федерации в лице Федерального агентства по управлению государственным имуществом Российской Федерации (Росимущество).

### Совет директоров АО «РВК»
- Решетников Максим Геннадьевич — председатель Совета директоров;
- Акимов Максим Алексеевич — генеральный директор АО «Почта России»;
- Аузан Александр Александрович — декан экономического факультета МГУ имени М. В. Ломоносова;
- Галицкий Александр Владимирович — управляющий партнер венчурного фонда Almaz Capital Partners[5];
- Дроздов Игорь Александрович — председатель правления Фонда «Сколково»[6];
- Осьмаков Василий Сергеевич — заместитель Министра промышленности и торговли Российской Федерации[7];
- Песков Дмитрий Николаевич — специальный представитель Президента РФ по вопросам цифрового и технологического развития[8];
- Поляков Сергей Геннадьевич — генеральный директор ФГБУ «Фонд содействия развитию малых форм предприятий в научно-технической сфере»[9];
- Тарасенко Оксана Валерьевна — заместитель Министра экономического развития Российской Федерации[8][10];
- Торосов Илья Эдуардович — заместитель Министра экономического развития Российской Федерации[8][10];
- Удальцов Юрий Аркадьевич — заместитель председателя правления ООО «УК „Роснано“»[11].
- Фомичев Олег Владиславович —директор по стратегическому планированию и развитию АО «Комплекспром»[8][10].

## Деятельность
Государство наряду с фондом «Сколково», ОАО «Роснано» и Внешэкономбанком относит РВК к институтам развития Российской Федерации, то есть «инструментам решения задач государства в рыночной среде».
В соответствии со стратегией развития на 2017—2030 годы РВК работает по трём основным направлениям: инвестиционная деятельность в качестве фонда фондов, развитие инноваций и Национальной технологической инициативы, а также развитие венчурного рынка. В фокусе интересов компании: поддержка технологических предпринимателей, чьи проекты соответствуют дорожным картам и сквозным технологиям Национальной технологической инициативы.
Начиная с 2016 года РВК выполняет функции Проектного офиса НТИ (Постановление Правительства РФ от 18 апреля 2016 г. № 317): осуществляет проектное управление, организационно-техническую и экспертно-аналитическую поддержку, информационное и финансовое обеспечение разработки и реализации «дорожных карт» и проектов НТИ.

### Инвестиции
Инвестиционная деятельность РВК направлена на увеличение предложения венчурного капитала через создание новых фондов совместно с партнерами: частными, институциональными и зарубежными инвесторами, крупными корпорациями. РВК инвестирует в венчурные фонды по предложению участников рынка, а также инициирует создание новых фондов с привлечением профессиональных инвесторов и управляющих. Согласно обновленной инвестиционной стратегии продуктовый портфель РВК будет состоять из 6 категорий фондов:
- классические венчурные фонды;
- фонды для молодых управляющих (1st time GP);
- фонды поздних стадий;
- фонды ранней стадии поддержки НТИ;
- корпоративные фонды;
- зарубежные венчурные фонды[16].

#### Фонды, созданные с участием капитала АО «РВК»
Всего в 2018—2020 годах РВК намерена создать 10 новых фондов. Сейчас компания управляет 29 фондами. Общий объём капитала фондов составляет 64,4 млрд рублей. Доля РВК — 29,3 млрд рублей.
В 2019 году с участием капитала РВК были созданы четыре новых венчурных фонда:
- Совместно с «Газпром нефтью», Газпромбанком и «ВЭБ Инновации» создан венчурный фонд «Новая индустрия» (New Industry Ventures) начальным целевым объёмом 4 млрд руб[20].
- Совместный фонд РВК и Минпромторга в сфере производства инновационных лекарственных препаратов, медицинских изделий и программного обеспечения[21].
- В 2020 году продолжится выбор управляющей компании для Фонда для поддержки перспективных образовательных технологий, созданного в рамках федерального проекта «Цифровые технологии» национальной программы «Цифровая экономика РФ»[22].
- В 2019 году РВК также вошла в капитал нового совместного фонда Phystech Ventures и North Energy Ventures объёмом 40 млн долларов[23][24][25].

Первые фонды создавались в 2007—2008 годах в форме закрытых паевых инвестиционных фондов (ЗПИФ), где у РВК 49 % паёв, затем в форме ООО, сейчас — в форме инвестиционного товарищества.
Дочерние фонды
- ООО «Фонд посевных инвестиций РВК» (1 980 млн руб.)[27][28]
- ООО «Гражданские технологии ОПК» (1 000 млн руб.)[29][30]
- ООО «Инфраструктурные инвестиции РВК» (2 000 млн руб.)[31][32]
- ООО «Биофармацевтические инвестиции РВК» (1 500 млн руб.)[33][34]

Фонды в зарубежной юрисдикции
- RVC I LP (Великобритания) (60,69 млн долл. США.)[35]
- RVC IVFRT LP (Великобритания) (40 млн долл. США)[36]

Фонды в форме закрытых паевых инвестиционных фондов особо рисковых (венчурных) инвестиций (ЗПИФ ОР(В)И)
- ЗПИФ ОР(В)И «Биопроцесс Кэпитал Венчурс» (3 000 млн руб.)[37]
- ЗПИФ ОР(В)И «Лидер-инновации» (3 000 млн руб.)[38]
- ЗПИФ ОР(В)И «С-Групп Венчурс» (1 800 млн руб.)[39]
- ЗПИФ ОР(В)И «ВТБ — Фонд венчурный» (3 061 млн руб.)[40]

Фонды в форме договора инвестиционного товарищества
Отраслевые фонды
- ДИТ «РусБио Венчурс» (2 070 млн руб.)[41]
- ДИТ «Da Vinci Pre-IPO Fund» (3 788 млн руб.)[42]
- ДИТ «Российско-белорусский фонд венчурных инвестиций» (1 400 млн рублей)[43]
- ДИТ «Венчурный Фонд Сколково — ИТ I» (до 3 000 млн руб.)[44]
- ДИТ «Венчурный Фонд Сколково — Индустриальный I» (до 3 000 млн руб.)[45][46]
- ДИТ «Венчурный Фонд Сколково — Агротехнологический I» (до 3 000 млн руб.)[47]
- ДИТ «Дальневосточный фонд развития и внедрения высоких технологий» (до 10 000 млн руб.)[48][49]
- ДИТ «ТФ II» (TF II) (до 6 млрд руб.)[50][51]
- ДИТ «Da Vinci Pre-IPO Tech Fund» (до 6 млрд руб.)[52][53][54]
- ДИТ «Венчурный фонд Национальной технологической инициативы» (до 3,25 млрд руб.)[55]
- ДИТ «Новая индустрия» (New Industry Ventures) (4 млрд руб.)[56]

Микрофонды
- ДИТ «Посевной фонд Софтлайн» (136 млн руб.)[57]
- ДИТ «Посевной фонд высоких технологий» (133,6 млн руб.)[58]
- ДИТ «Венчурный фонд-акселератор» (133,4 млн руб.)[59]
- ДИТ «Посевной фонд ЭйСиПи» (33,4 млн руб.)[60]
- ДИТ «Посевной фонд в области живых систем» (33,4 млн руб.)[61]
- ДИТ «Посевной фонд ТГУ» (33,4 млн руб.)[62]

#### Портфельные компании фондов РВК
В текущий портфель фондов РВК входит 180 портфельных компаний. При этом на начало 2020 года совокупное количество проинвестированных фондами РВК портфельных компаний за весь период деятельности РВК с учетом совершенных сделок по выходам составило 270. Совокупный объем одобренных к инвестированию средств — 15,6 млрд руб.
В 2019 году фонды с участием капитала РВК одобрили предоставление инвестиций 24 компаниям. При этом общая сумма одобренных инвестиций составила 1,4 млрд рублей. Также в прошлом году фонды РВК совершили выходы из 24 проектов. Общий объем средств, полученных в результате продажи долей фондов в проектных компаниях, составил 2,3 млрд рублей. Годом ранее этот показатель составил 1,7 млрд рублей.
| Распределение инвестиций фондов РВК по секторам экономики за 2007—2019 годы |                 |
| Отрасль                                                                     | Доля инвестиций |
| Информационные технологии, интернет-технологии и сервисы                    | 29,21 %         |
| Медицина/здравоохранение                                                    | 25,08 %         |
| Энергетика                                                                  | 11,66 %         |
| Электроника                                                                 | 9,10 %          |
| Промышленное оборудование                                                   | 7,11 %          |
| Потребительский рынок                                                       | 3,76 %          |
| Финансовые услуги                                                           | 3,62 %          |
| Химические материалы                                                        | 2,99 %          |
| Консалтинг и образование                                                    | 2,99 %          |
| Биотехнологии                                                               | 2,24 %          |
| Транспорт                                                                   | 0,96 %          |
| Телекоммуникации                                                            | 0,56 %          |
| Промышленное производство                                                   | 0,44 %          |
| Строительство                                                               | 0,29 %          |

#### Региональные фонды
В 2006—2013 гг под эгидой Министерства экономического развития совместно с региональными властями было создано 22 региональных венчурных фонда (РВФ) в форме НКО, осуществляющих инвестиционную деятельность через ЗПИФ (Закрытый паевой инвестиционный фонд). К настоящему моменту общий объем средств РВФ превышает 8,9 миллиардов рублей, из которых более пяти проинвестировано в более чем 80 малых инновационных компаний. С 2011 года в органы управления всех РВФ вошли представители РВК, их основной функцией стало оказание экспертно-методологической поддержки фондам

### Развитие венчурного рынка
В стратегии развития РВК на 2017—2030 годы определена миссия компании — формирование зрелого венчурного рынка и содействие достижению Россией технологического лидерства в приоритетных сферах через объединение и развитие ресурсов, компетенций и инициатив государства, Общества, частных инвесторов, предпринимателей, исследовательских, экспертных и образовательных организаций для создания и продвижения инновационных продуктов и технологий.
Для реализации миссии РВК будет развивать трансфер научных разработок в технологический бизнес, проводить акселерационные мероприятия и образовательные программы, продолжит заниматься популяризацией инновационной деятельности, развитием технологических сообществ.
РВК будет поддерживать российских технологических предпринимателей приоритетных сфер: биомедицины, энергетики, передовых производственных технологий, новых материалов, развития компонентной базы, квантовых технологий, цифровых технологий в соответствующих областях.

#### Стратегия развития венчурного рынка
В конце 2018 года РВК совместно с Министерством экономического развития России представила проект Стратегии развития рынка венчурных и прямых инвестиций на период до 2025 года и дальнейшую перспективу до 2030 года. Согласно стратегии к 2030 году объем сделок на национальном рынке венчурного капитала должен составить 410 млрд руб. в год, что в 29 раз больше, чем в 2017 году. Суммарное предложение капитала на венчурном рынке (общее количество денег, на которое могут рассчитывать проекты со стороны венчурных инвесторов разных категорий) должно вырасти в 12,5 раза, до 2,73 трлн руб.

#### Федеральный конкурс-акселератор технологических стартапов GenerationS
Акселератор GenerationS направлен на развитие высокотехнологических проектов, представляющих интерес для российских и международных венчурных инвесторов. В ходе акселератора лучшие проекты, отобранные по результатам многоступенчатой экспертизы, получают интенсивное развитие и широкие возможности по привлечению инвестиций. Проводится с 2013 года при поддержке российских корпораций, институтов развития, представителей венчурной инфраструктуры. С 2014 года проводится по отраслевым трекам, заказчиками которых выступают российские корпорации.
С 2015 года участники проходят Предакселератор GenerationS — федеральную программу подготовки стартапов ранних стадий для участия в корпоративных треках GenerationS.
В 2017 году РВК определила шесть направлений стартап-акселератора GenerationS на ближайшие три года: Agro&MedTech (высокие технологии в биомедицине и в сельском хозяйстве), Creative (цифровые технологии в медиа, дизайне и культуре), Power&Energy (решения в энергетике), Fintech (финансовые технологии, сервисы и электронная коммерция), Mining&Metals (разработки в сферах металлургии и горного дела), TechNet —(передовые производственные технологии).
С 2018 года GenerationS работает как платформа для корпоративных акселераторов. Среди партнёров — Airbus, Michelin, ВТБ, Алроса и другие. Поиск проектов ведётся по необходимым для корпоративного партнёра направлениям. В 2018 году акселератор признан лучшим в Европе корпоративным акселератором на международном форуме Corporate Startup Summit 2018.
В 2019 году были проведены акселераторы и открытые отборы стартапов для корпоративных партнеров Ferring Pharmaceuticals, PepsiCo, ГТЛК, Unilever, Enel. В том же году был проведен отбор проектов для участия в программах поддержки бизнеса, направленных на развитие технологий Национальной технологической инициативы (НТИ). В 2019 году GenerationS впервые принял участие в исследовании UBI Global и вошел в топ-5 рейтинга акселерационных программ со всего мира.
| Результаты корпоративных акселераторов в 2013—2017 годах | Результаты корпоративных акселераторов в 2013—2017 годах | Результаты корпоративных акселераторов в 2013—2017 годах |
| Год                                                      | Количество проектов | Победители |
| -------------------------------------------------------- | --- | --- |
| 2013                                                     | Подано 1600 заявок, акселератор прошли 70 проектов. | 1 место — Appercode (гибкая платформа разработки мобильных приложений). 2 место — «БиоМикроГели» (решения для очистки воды от нефтепродуктов); 3DMetalPrint (создание способов и оборудования для изготовления деталей из металлических порошков). 3 место — WayRay (компактное устройство «дополненной реальности» для автотранспорта). |
| 2014                                                     | Подано 1858 заявок, отраслевые треки прошли 170 проектов. | 1 место (IT-трек) — Veeroute (сервис по оптимизации логистики). 1 место (Industrial-трек) — Promobot (многофункциональный робот для привлечения новых покупателей, презентации товаров и продуктового консалтинга). 1 место (BioTechMed-трек) — Kera-Tech (технология получения высокобелковой кормовой добавки из птичьих перьев и пуха). 1 место (CleanTech-трек) — НаноСерв (очистка систем отопления от солей и накипи c помощью биореагентов на основе живых бактерий и молочной сыворотки). |
| 2015                                                     | Подано 2566 заявок, онлайн-предакселератор прошли 2 159 участников, 360 участников офлайн-предакселератора, отраслевые корпоративные треки прошёл 141 проект. | 1 место — АнтионкоРАН-М (генно-терапевтический противоопухолевый препарат). 2 место — Samocat Sharing System (система совместного использования микроэлектротранспорта на основе станций самообслуживания по выдаче самокатов и электросамокатов). 3 место — «Турбодиагностика» (программно-аппаратный комплекс для контроля состояния лопаток турбин в процессе эксплуатации). |
| 2016                                                     | Подано 4237 заявок, онлайн-предакселератор прошли 620 участников, 130 участников офлайн-предакселератора, отраслевые корпоративные треки прошли 120 проектов. | 1 место — «БОФТ» (технология моментальной печати фотографий из социальных сетей). 2 место — «Мануфактура зеленых технологий» (безопасные органические биопрепараты для защиты растений). 3 место — проект Михаила Тюлькина и Дмитрия Сутормина по развитию универсального RCML-языка для «общения» промышленных роботов. |
| 2017                                                     | 3470 заявок из 13 стран | 1 место — IRWAY (система ночного видения для автомобилей) 2 место — гидравлический пакер от команды из Тюменского индустриального оборудования (оборудование для перекрытия и герметизации отдельных зон нефтяных и газовых скважин) 3 место — VR Concept (система прототипирования в виртуальной реальности) |

Результаты мониторинга 200 технологических стартапов — участников GenerationS показали, что выпускники акселератора привлекли за 2013—2016 годы 1,13 млрд рублей инвестиций. При этом 54 % сделок совершено с участием венчурного капитала, 25 % — с привлечением бизнес-ангелов, 21 % — с привлечением стратегических партнеров-корпораций. Рыночная оценка стартапов GenerationS составила 2,2 млрд рублей.
Мониторинг стартапов с 2013 по 2017 года показал, что общий объём инвестиций в выпускников достиг 2,4 млрд рублей.

#### Московский международный форум инновационного развития «Открытые инновации»
Форум «Открытые инновации» — ежегодный форум, посвящённый новым технологиям и перспективам международного сотрудничества в области инноваций. Это глобальная дискуссионная площадка для демонстрации итогов, достижений, обмена опытом между научным сообществом, бизнесом и органами государственной властью.
Форум проводится с 2012 года ведущими российскими институтами развития. РВК выступает одним из организаторов и интеллектуальным партнёром ряда панельных дискуссий.
| Основные данные | Основные данные                                                                     | Основные данные |
| Год             | Статистика                                                                          | Активности РВК |
| --------------- | ----------------------------------------------------------------------------------- | --- |
| 2012            | Более 10000 посетителей выставки, 5000 участников и 700 спикеров форума из 30 стран | РВК провела RVC SmartFuture — комплекс мероприятий специальной программы форума с участием около 150 стартапов. На стенде РВК прошла пилотная сессия по присвоению индекса инвестиционной привлекательности Russian Startup Index (RSI): значения индекса получили 19 стартапов.                                                    |
| 2013            | Более 10000 посетителей выставки, 4000 участников форума и 400 спикеров из 47 стран | Прошёл финал конкурса финал конкурса GenerationS-2013. Прошло награждение победителей II рейтинга «ТехУспех-2013». |
| 2014            | 11000 посетителей выставки и 4000 участников форума из 70 стран                     | Прошёл финал конкурса GenerationS-2014. Прошло награждение победителей III рейтинга «ТехУспех-2014». |
| 2015            | 34 900 посетителей выставки и участников форума из 61 страны                        | Публично презентованы четыре «дорожные карты» Национальной технологической инициативы. Прошло награждение победителей IV рейтинга «ТехУспех-2015». Прошло награждение победителей V Всероссийского конкурса инновационной журналистики «Tech in Media». Прошло награждение лауреатов Национальной премии «Венчурный инвестор-2015». |
| 2016            | 13500 участников и 500 спикеров из 99 стран                                         | Организован визит двадцати международных корпоративных венчурных фондов. Прошло награждение победителей VI Всероссийского конкурса инновационной журналистики «Tech in Media». Был презентован проект Национального доклада «Об инновациях в России 2016».                                                                          |
| 2017            | 18200 участниов и 650 спикеров из 98 стран                                          | Состоялось награждения победителей конкурса Tech in Media’2017. Проведена международная конференция корпоративных венчурных фондов. |
| 2018            | 20000 участников, 650 спикеров из 90 стран                                          | На стенде Национальной технологической инициативы представлены проекты НТИ. Организован Российско-Китайский форум «Инвестиции в инновации». Состоялось награждения победителей конкурса Tech in Media’2018. |
| 2019            | 20 000 участников, 655 спикеров из 102 стран                                        | Проведено 30 сессий и мероприятий в рамках форума. |

#### Рейтинг быстрорастущих технологических компаний «ТехУспех»
Национальный рейтинг «ТехУспех» был организован РВК в партнерстве с Ассоциацией инновационных регионов России (АИРР) в 2012 году при поддержке Роснано и Фонда содействия развитию малых форм предприятий в научно-технической сфере. В 2013 году к партнёрам присоединилась компания PwC. В 2014 году еще одним партнёром стал МСП Банк. В 2015 году в число партнеров вошел Национальный исследовательский университет «Высшая школа экономики».
ТехУспех" — инструмент поиска, мониторинга и продвижения перспективных быстрорастущих технологических компаний, которые обладают высоким потенциалом лидерства как на российском, так и на глобальном рынке. В 2016 году рейтинг был выбран базой для приоритетного проекта Минэкономики «Национальные чемпионы».
| Год  | Лидеры рейтинга |
| ---- | --- |
| 2012 | В топ-10 компаний (по алфавиту) вошли ГК «АйТи» (корпоративные информационные системы), ГК «Центр финансовых технологий» (ПО для банков), ЗАО «Диаконт» (АСУ и радиационно стойкие средства для ТВ-наблюдения и контроля), ЗАО «Интерскол» (высокотехнологичный электроинструмент и оборудования), ЗАО "МВП «Свемел» (решения информационной безопасности для госорганов), ЗАО «Новомет-Пермь» (погружные насосы), ЗАО «ЭР-Телеком Холдинг» (федеральный оператор телеком-услуг), ЗАО «РАМЭК-ВС» (решения для обеспечения интернет-безопасности), Корпорация «ЭЛАР» (создание и техническое обеспечение электронных архивов), ООО «Ниармедик Плюс» (инновационные лекарственные препараты). |
| 2013 | 1 место в топ-10 компаний по выручке — ЗАО «Интерскол». 1 место в топ-10 быстрорастущих компаний — ООО «Центр автоматизации энергосбережения» (программное обеспечение для энергосбережения). 1 место в топ-10 инновационных компаний — ООО «Алавар.ру» (компьютерные игры). |
| 2014 | 1 место в топ-10 компаний по выручке — ЗАО «Новомет-Пермь». 1 место в топ-10 быстрорастущих компаний — ООО «ТЭТА» (электронно-лучевое оборудование). 1 место в топ-10 инновационных предприятий — ЗАО «Диаконт». |
| 2015 | Победитель общего рейтинга по совокупности результатов — ЗАО «Биокад» (инновационные препараты для лечения онкологических заболеваний и гепатита C) 1 место в топ-10 быстрорастущих компаний — АО «Лидер-компаунд» (полиэтиленовые компаунды для кабельной промышленности) 1 место в топ-10 инновационных предприятий — АО «ОНПП „Технология“ им. А. Г. Ромашина» (полимерные композиты) 1 место в топ-10 компаний по объему экспорта — ООО «Пермская Химическая Компания» (уникальные продукты тонкой химии) |
| 2016 | Победитель общего рейтинга по совокупности результатов — ЗАО «Биокад» 1 место в топ-10 компаний по выручке — АО «ЭР-Телеком Холдинг» 1 место в топ-10 быстрорастущих компаний — ООО «Эйдос-Медицина» (разработка и производство медицинских роботов-симуляторов) 1 место в топ-10 инновационных предприятий — ООО "Лаборатория «Вычислительная механика» (инжиниринг) 1 место в топ-10 компаний по объему экспорта — ООО «Аби Продакшн» (ABBYY) (интеллектуальная обработка информации и лингвистика) |
| 2017 | 1 место в топ-5 крупных компаний (с выручкой от 2 млрд руб. до 30 млрд руб): АО "Концерн «Калашников» 1 место в топ-5 средних компаний (с выручкой от 800 млн. 2 млрд руб): ООО «Пермская химическая компания» 1 место в топ-5 малых компаний (выручка до 800 млн руб.): ООО «Оптосенс» 1 место в рейтинге быстрорастущих компаний: ООО «Меркатор Калуга» 1 место в рейтинге инновационных компаний: АО "НПЦ «Полюс» 1 место в рейтинге компаний по экспортному потенциалу: АО СКТБ «Катализатор» |
| 2018 | 1 место в рейтинге быстрорастущих компаний: ООО «ТермоЛазер» 1 место в рейтинге инновационных компаний: ООО «Георезонанс» 1 место в рейтинге компаний по экспортному потенциалу: ООО «Компания РМТ» 1 место в топ-5 крупных компаний (с выручкой от 2 млрд руб. до 30 млрд руб): ЗАО «Биокад» 1 место в топ-5 средних компаний (с выручкой от 800 млн. 2 млрд руб): АО «Оптиковолоконные Системы» 1 место в топ-5 малых компаний (выручка до 800 млн руб.): ООО «Георезонанс» |
| 2019 | 1 место в рейтинге быстрорастущих компаний: Rubetek 1 место в рейтинге инновационных компаний: ООО «Т8» 1 место в рейтинге компаний по экспортному потенциалу: АО «Протон-Электротекс» 1 место в топ-5 крупных компаний (с выручкой от 2 млрд руб. до 30 млрд руб): ООО «НТЦ ПРОТЕЙ» 1 место в топ-5 средних компаний (с выручкой от 800 млн. 2 млрд руб): АО "НПЦ «ИНФОТРАНС» 1 место в топ-5 малых компаний (выручка до 800 млн руб.): ООО «Промобот» |

#### Национальные чемпионы
Проект «Национальные чемпионы» — направлен на обеспечение опережающего роста отечественных частных высокотехнологических экспортно ориентированных компаний-лидеров и формирование на их базе транснациональных российских компаний. Проект стартовал в 2016 году. Сейчас в нем участвуют 84 высокотехнологические компании. Минэкономразвития помогает им разрабатывать стратегии опережающего роста и максимально широко использовать существующие меры поддержки, содействует в преодолении административных барьеров, помогает в режиме консьерж-сервиса взаимодействовать с органами власти, институтами развития и финансовыми организациями.

#### Базовая кафедра РВК в МФТИ
Базовая кафедра РВК «Управление технологическими проектами» работает на базе Физтех школы прикладной математики и информатики (ФПМИ) Московского физико-технического института (МФТИ) с 2011 года. Кафедра осуществляет подготовку студентов 5 и 6 курса в рамках 4-х магистерских программ: «Венчурные инвестиции и технологическое предпринимательство», «Управление технологическими проектами», «Управление проектами в сфере искусственного интеллекта», «Управление проектами в сфере квантовых коммуникаций». В 2018 году РВК совместно с лабораторией нейронных систем и глубокого обучения МФТИ и лабораторией МФТИ-Сбербанк открыли новую магистерскую программу по управлению проектами в сфере технологий искусственного интеллекта. В 2019 году РВК совместно с НИТУ «МИСиС» и Российским квантовым центром открыли магистерскую программу по управлению проектами в сфере квантовых коммуникаций.

#### Межвузовский учебный курс «Инновационная экономика и технологическое предпринимательство»
Учебный курс «Инновационная экономика и технологическое предпринимательство» разработан РВК в 2017 году совместно с Санкт-Петербургским национальным исследовательским университетом информационных технологий, механики и оптики («Университет ИТМО») и Московским государственным университетом им. М. В. Ломоносова. Лицензионные соглашения с РВК о включении курса «Инновационная экономика и технологическое предпринимательство» в учебную программу 2018—2019 годов подписали подписали 41 российский вуз. В 2019 году обучение по программе курса прошли более 7 тыс. студентов.

#### Аналитика венчурного рынка
Поддержка аналитических проектов венчурной отрасли направлена на повышение объективности, а также формирование и развитие системы стандартов предоставления аналитической информации о венчурной отрасли. Одно из важнейших исследований «MoneyTreeTM: Навигатор венчурного рынка» РВК проводит совместно с PwC. В 2019 году РВК совместно с партнерами представила исследования: Рейтинг российских венчурных фондов, бизнес-ангелов и корпораций, «Венчурный барометр» (РВК — генеральный партнер), Венчурные инвестиции 2018 года, «Кто и сколько инвестировал в стартапы в 2019 году».

#### Конкурс инновационной журналистики «Tech In Media»
Tech in Media — конкурс инновационной журналистики, организованный для мотивации профессионального медиасообщества уделять больше внимания освещению науки, инноваций, высоких технологий и венчурного предпринимательства.В 2019 году конкурс был посвящён Национальной технологической инициативе. На участие в конкурсе поступило 674 заявки из 51 региона России и 3 зарубежных стран, по тематическим направлениям «Венчурный бизнес», «Беспилотный транспорт», «Искусственный интеллект и машинное обучение», «Технологический энтузиаст», специальному треку BIOCAD «Биотехнологии и генная инженерия» и специальной номинации «Наука о жизни», учрежденной GE Healthcare Life Sciences. Победителями стали 23 журналиста, которые разделили призовой фонд в размере 2 300 000 рублей.

#### Поддержка мероприятий венчурной отрасли
Поддержка Российской и Казанской венчурных ярмарок, Сибирской венчурной ярмарки, Форума венчурных инвесторов, Московского корпоративного венчурного саммита и других.

### Национальная технологическая инициатива
АО «РВК» наделена функциями проектного офиса Национальной технологической инициативы. Проектный офис осуществляет управление, организационно-техническую и экспертно-аналитическую поддержку, информационное и финансовое обеспечение разработки и реализации «дорожных карт» и проектов НТИ.
На сегодняшний день в рамках НТИ одобрены восемь «дорожных карт» и действуют 11 рабочих групп по рынкам НТИ, а также реализуются такие проекты, как «Центры компетенций НТИ», «Технологические конкурсы Up Great», «Университет НТИ 20.35», «Олимпиада НТИ» и др. В 2019 году минимум три «дорожные карты» НТИ будут обновлены.
В июле 2018 года поручением вице-премьера Максима Акимова был принят долгосрочный план реализации НТИ на период 2018—2021 годов.
Для нормативного обеспечения реализации НТИ в 2018 году распоряжениями Правительства РФ были утверждены 7 нормативных «дорожных карт» по рынкам Технет, Маринет, Автонет, Аэронет, Энерджинет, Хелснет и Нейронет. Документы содержат пошаговые планы мероприятий, направленные на устранение регуляторных барьеров для развития рынков НТИ.
В портфеле РВК есть пять венчурных фондов, которые ориентированы на поддержку проектов Национальной технологической инициативы,— это три совместных фонда со «Сколково», с Фондом развития Дальнего Востока и «Роснано», а также Фонд НТИ.
Программы поддержки бизнеса в НТИ предполагают возможность получения грантового и инвестиционного финансирования технологическими компаниями на рынках НТИ в размере до 500 млн рублей. Программы открыты по 4 направлениям: «Технологический прорыв НТИ» (программа поддержки компаний и проектов, нацеленных на преодоление технологических барьеров на рынках НТИ), «Инфраструктура НТИ» (программа поддержки компаний и проектов, нацеленных на создание сервисов и условий для развития рынков НТИ), «Спинофф НТИ» (программа поддержки компаний, созданных на базе крупных технологических корпораций), «Экспорт НТИ» (программа поддержки компаний и проектов, направленных на создание продуктов с высоким экспортным потенциалом). «Единым окном» для доступа к программам поддержки стала Цифровая платформа РВК.

#### Инженерная олимпиада для школьников «Олимпиада НТИ»
«Олимпиада НТИ» — ежегодные командные инженерные состязания школьников 7-11 классов, дающие привилегии при поступлении в вузы. Соревнования проходят по ряду профилей, связанных с Национальной технологической инициативой. Соорганизаторы — РВК и АСИ. Вузами-организаторами выступает ряд университетов, включая Московский политехнический университет, МАИ, МФТИ, МИФИ, Университет ИТМО, МИСиС, МГТУ им. Н. Э. Баумана. Партнерами соревнований выступают компании — Аэрофлот, Сбербанк, МТС и другие.
Олимпиада НТИ Проводится с 2016 года. В 2016 году заявки подали более 12 000 школьников, в 2017 — более 20 000 школьников, в 2018 — более 38 000, в 2019 — более 80 000 школьников. За подачей заявки следует заочный этап — прохождение тестов на сайте. Для подготовки к очному финалу школьники имеют возможность принять участие в хакатонах по профилям. В 2018 был запущен трек Junior для учеников 5-7 классов. Юниорский трек запустило Кружковое движение НТИ в партнерстве с АНО «Россия — страна возможностей», «Платформой НТИ» и РВК. Всего на трек в 2019 году поступило 22838 заявок из 84 регионов России, до финала дошли 1200 участников. Победил в соревнованиях 221 участник.

#### Технологические конкурсы НТИ UpGreat
Технологические конкурсы НТИ — запущенная в России по аналогии с DARPA Grand Challenge, Ansari X Prize, Google Lunar X Prize и другими технологическими конкурсами программа для преодоления технологических барьеров на рынках НТИ. Первыми задачами российских конкурсов стали создание беспилотного автомобиля для работы в российском городе зимой — «Зимний город», и создание энергоустановок на водородных топливных элементах для беспилотников и автомобилей — «Первый элемент: воздух» и «Первый элемент: земля».
Конкурс «Первый элемент» завершился в июле 2019 года, финалисты продемонстрировали удельную энергоемкость 629 Вт.ч/кг. Команда-финалист «Политех» в ноябре 2019 года получила грант в размере 30 млн рублей от Минобрнауки в целях реализации федеральной целевой программы «Исследования и разработки по приоритетным направлениям развития научно-технологического комплекса России на 2014—2020 годы».
Финал конкурса «Зимний город» состоялся в декабре 2019 года. Команда StarLine показала лучший результат — беспилотник проехал 38 км за 2 часа 8 минут, в общей дистанции в 50 км.
В 2019 году был запущен конкурс в области машинной обработки текстов — «ПроЧтение». Задача — разработать интеллектуальную систему для выявления логических, смысловых и фактических ошибок в текстах. Призовой фонд составляет 200 млн рублей.

#### Центры компетенций НТИ
Центры компетенций НТИ — это подразделения, которые создаются на базе образовательных или научных организаций и занимаются развитием сквозных технологий НТИ, среди которых большие данные, искусственный интеллект, квантовые технологии, новые и портативные источники энергии, компоненты робототехники, технологии беспроводной связи, виртуальной и дополненной реальностей. Центры ведут исследовательскую и образовательную деятельность в консорциуме с ведущими технологическими компаниями. Всего в России действует 14 таких центров. Государственная поддержка ЦК НТИ реализуется в соответствии с постановлением Правительства Российской Федерации от 16 октября 2017 г. № 1251. В 2017—2020 годах на поддержку ЦК НТИ в федеральном бюджете предусмотрены ассигнования в размере 7 800 млн рублей. В декабре 2017 года по конкуру были отобраны первые шесть центров, четыре из которых сформированы на базе вузов и два — на базе научных организаций. В апреле 2018 года были отобраны еще восемь центров компетенций НТИ.
Инфраструктурные центры НТИ
В 2018 году завершен процесс создания инфраструктурных центров НТИ для рынков Технет, Автонет, Аэронет, Энерджинет, Хелснет, Нейронет и Кружковое движение. Центры объединяют представителей бизнес-сообщества в целях развития новых рынков и оказания экспертно-аналитических сервисов их участникам. Предусмотрено бюджетное финансирование деятельности центров в размере до 682 млн рублей в течение первых трех лет.

#### Экспортный акселератор НТИ
РВК в партнерстве с PwC запустила «Экспортный акселератор» Национальной технологической инициативы (НТИ). Программа направлена на развитие экспорта российских технологических компаний, которые работают на рынках НТИ. Заявки на акселерацию в Экспортный акселератор НТИ подали более 60 компаний. Из них к дальнейшему рассмотрению были допущены 50 претендентов, в финальный этап акселератора прошли 15 технологических компаний: восемь компаний специализируются на разработке глобально ориентированных продуктов в сфере искусственного интеллекта, четыре работают в сфере интернета вещей, другие три — в области больших данных.

#### Национальные стандарты в области «сквозных технологий»
В 2018 году Технический комитет «Кибер-физические системы», созданный на базе РВК, совместно с рыночными игроками инициировал более 30 национальных стандартов в области «сквозных технологий», включая проекты в интересах рынков НТИ Энерджинет, Технет и Сэйфнет. Важным направлением работы комитета стало продвижение российских документов на международном уровне. В октябре 2018 года эксперты ISO/IEC одобрили российский проект стандарта промышленного интернета вещей, была инициирована разработка ряда стандартов в многоязычном формате. В 2018 году приказом Росстандарта также были расширены полномочия комитета в области нормативно-технического регулирования за счет направлений искусственного интеллекта и умной энергетики. На конец года в число участников ТК «Кибер-физические системы» и его рабочих групп вошло свыше 80 организаций. В 2019 году в России утвердили созданный комитетом первый национальный стандарт интернета вещей. В январе 2020 года были представлены предварительные национальные стандарты умного производства, также на общественное обсуждение были представлены стандарты оценки умных городов.
Приказом Росстандарта от 25 июля 2019 года № 1732 на базе РВК был создан Технический комитет 164 «Искусственный интеллект». В составе технического комитета действуют 5 рабочих групп: РГ 01 «Основополагающие стандарты», РГ 02 «Большие данные», РГ 03 «Качество систем ИИ», РГ 04 «Прикладные технологии ИИ» и РГ 05 «Технологии ИИ в образовании». В разработке стандартов участвуют представители научных организацией и бизнеса. В 2019 году ТК 164 внёс в Росстандарт около 20 предложений по разработке стандартов. В планах ТК 164 разработка 50 стандартов в области ИИ в здравоохранении по отдельным направлениям.

#### Форум «Глобальное технологическое лидерство»
В декабре 2018 года РВК впервые провела в Сочи Форум «Экосистема НТИ: стратегия будущего», объединивший около 500 участников сообщества Национальной технологической инициативы для подведения итогов года, проработки новых инициатив и согласования совместных планов на 2019—2020 гг. В 2019 году форум сменил название на «Глобальное технологическое лидерство». Он был посвящён внедрению передовых сквозных технологий в высокотехнологичных отраслях и развитию инновационной экосистемы государства. Фокус форума — формирование технологической политики России на следующее десятилетие, оценке результатов научно-технологического развития, определению роли и лидерского потенциала России в мировой технологической повестке и формированию стратегии Национальной технологической инициативы на 2020—2025 гг. Мероприятие собрало около 100 спикеров и более 1000 участников.

## Критика
В июле 2010 года коллегия Счетной палаты Российской Федерации рассмотрела результаты комплексной проверки эффективности управления имущественными взносами Российской Федерации. В пресс-релизе Счётной палаты РФ о заседании коллегии говорится:

«В целом плановые контрольные и индикативные показатели деятельности ОАО „РВК“ на 2009—2010 годы не сбалансированы с целями и соответствующими целевыми показателями социально-экономического развития Российской Федерации, определенными в Концепции долгосрочного социально-экономического развития Российской Федерации до 2020 года и других документах стратегического планирования, в том числе в Стратегии развития науки и инноваций в Российской Федерации на период до 2015 года. Отсутствует система индикаторов, характеризующих эффективность использования имущественных взносов Российской Федерации в уставный капитал инновационных компаний. Основная часть финансовых средств ОАО „РВК“ не инвестирована в венчурные проекты или инновационные предприятия, а размещена на депозитах в банках»..
По мнению контролирующего органа, РВК предпочитала направлять средства не на основную деятельность, а на депозиты в банки: за указанный период в венчурные проекты всего было инвестировано 5,45 млрд руб. из уставного капитала РВК, а остальные средства, более 25 млрд руб., оставались в банковских вкладах.
Большинство экспертов венчурного рынка были не согласны с такой оценкой деятельности РВК. В частности, ими отмечалось, что хранение свободных средств на депозитах прямо прописано в Уставе РВК. Более того, объём создаваемых с участием РВК фондов прямо увязан с реальными потребностями рынка. По мере роста этих потребностей будет увеличена капитализация существующих, а также созданы новые фонды.
3 июня 2020 года сотрудниками службы экономической безопасности (СЭБ) ФСБ и следственного департамента МВД были проведены обыски в офисе АО РВК и в доме ее генерального директора Александра Повалко. По данным источников, близких к следствию, руководство АО РВК подозревали в злоупотреблениях на миллионы долларов. В самой компании подтвердили факт проведения обысков.
.